# Вулиця Георгія Дудника
Ву́лиця Гео́ргія Ду́дника — вулиця в Шевченківському районі міста Києва, місцевість Нивки. Пролягає від вулиці Марка Безручка до вулиці Зеленого Клину.

## Історія
Вулиця виникла в середині XX століття під назвою Нова. З 1955 року мала назву Цюрупинська, на честь Олександра Цюрупи, радянського партійного і державного діяча, наркома продовольства та зовнішньої торгівлі РРФСР.
Сучасна назва на честь  Георгія Дудника, козака Гайдамацького полку військ Центральної Ради — з 2016 року. [Архівовано 1 липня 2015, у Wayback Machine.]